# Unter Donner und Blitz

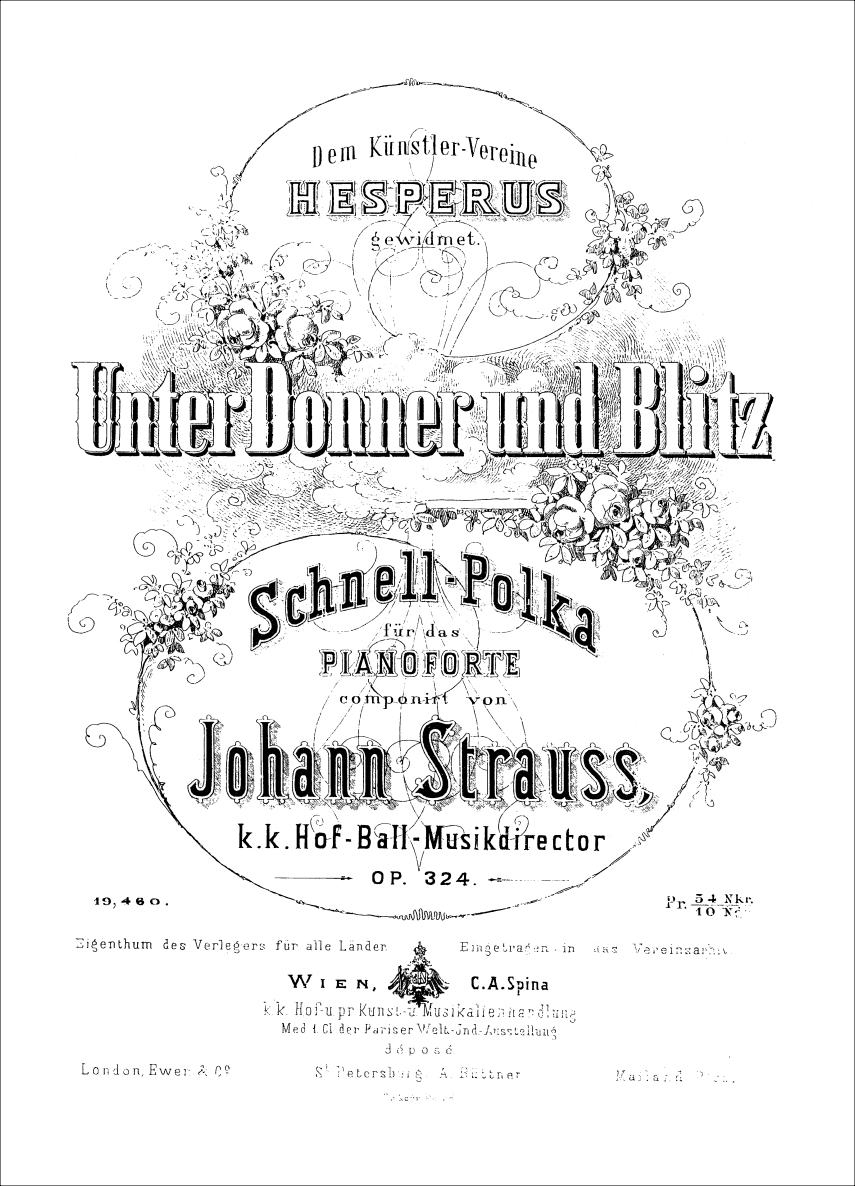

Unter Donner und Blitz ist eine Schnellpolka von Johann Strauss Sohn (op. 324). Das Werk wurde am 16. Februar 1868 im Dianabad-Saal in Wien erstmals aufgeführt.

## Einzelnachweis
1. ↑  Quelle: Englische Version des Booklets (Seite 77) in der 52 CDs umfassenden Gesamtausgabe der Orchesterwerke von Johann Strauß (Sohn), Hrsg. Naxos (Label). Das Werk ist als achter Titel auf der 28. CD zu hören.